# Снайпер (гра)
Снайпер — спортивна гра з м'ячем на прямокутному полі, поділеному на два рівних сектори, придумана в «Артеці» в повоєнні роки.

## Історія
Започаткована гра в «Артеку» в повоєнні роки. Значний вклад у це зробив артеківський педагог, організатор Піонерського спортивного клубу «Олімпія», Юрій Сорокін.
«Снайпер»  є однією з найпопулярніших спортивних ігор Артеку. У таборі побутує прислів'я: «Снайпер» — не гра, а мета життя». Змагання зі  «Снайперу»  відбуваються всередині загонів (між ланками), між загонами в конкретному таборі, а також між лідерами таборових змагань або збірними командами таборів у різних вікових категоріях. Змагаються між собою й  вожаті(зазвичай у складі збірних). Педагоги  високо оцінюють командні якості, що виробляються грою, тому використовують «Снайпер» для сформування єдиного загонового колективу на початку зміни. Однією з переваг гри є можливість проведення матчів між змішаними (хлопці та дівчата) та різновіковими командами.
Учасниками або суддями часом ставали почесні гості. У 60-ті роки гру високо оцінили космонавти, котрі часто приїжджали до артеківців. Тоді й виникла  традиція проводити на Свято Неба (День космонавтики, 12 квітня) змагання на Кубок космонавтів (Кубок Гагаріна). Перший  турнір судив Почесний артеківець  Ю. А. Гагарин. Такі турніри проводяться й донині.
Також  під час святкування Дня народження табору проводяться загальноартеківські змагання на Кубок Засновника табору З. П. Соловйова.

## Опис гри
Кількість гравців кожній команді — 10 осіб на чолі з капітаном.
Майданчик для гри — прямокутник 18×9 м (можна використовувати для цього волейбольний майданчик без сітки).
Майданчик розділений Середньої лінією на дві рівні половини, кожна з яких — сектор однієї команди. Менші (далекі від Середньої лінії) сторони поля — Лінії капітанів.
М'яч — волейбольний.
Завдання кожної команди — кидком м'яча влучати у гравців команди суперників — «вибивати» їх з поля.
Перед початком гри між командами розігруються майданчик і м'яч (право першого кидка). Гру починає капітан. Він стає на Лінії капітанів по інший бік від сектора супротивників.
«Вибивати» гравців можна тільки після третього пасу (м'яч передається як всередині сектора, так і на Лінію капітанів), робити це можуть і капітан, і члени команди. «Вибиті» гравці йдуть з поля на лінію капітана своєї команди. Якщо один з них «вибиває» гравця команди супротивника, то повертається на поле.
Після першого ж «вибитого» гравця своєї команди капітан йде зі свого місця й виходить у поле. У разі, якщо «полонені» зуміли повернутися на поле й на лінії капітана нікого не лишилося, туди повертається капітан.
Гра триває до «вибивання» всіх гравців однієї команди, або протягом певного часу (5—15 хвилин) з підрахунком «вибитих» гравців у кожній команді.

## Правила
- Гравець вважається "вибитим", якщо м'яч, торкнувшись його, впав на майданчик або за його межами;
- М'ячем, який торкнувся землі, «вибити» гравця не можна;
- Якщо м'яч торкнувся гравця, а потім, не торкнувшись землі, був спійманий його товаришем по команді, то гравець залишається на полі;
- Якщо м'яч торкнувся відразу декількох гравців і впав на поле, то всі гравці йдуть з поля. Якщо м'яч спіймали, то вони залишаються на полі;
- «Полонений» виходить на поле один незалежно від кількості "вибитих" гравців, яких він «вибив»;
- Капітан команди, "вибитий" з поля, йде на лінію капітана на правах рядового гравця;
- Гравці не мають права заступати за обмежувальну лінію;
- Якщо гравець зловив м'яч, але при цьому заступив за лінію, м'яч передається команді суперників, а гравець залишається на полі;
- "Полонені" не мають права бити м'ячем з кута, за межами бічних обмежувальних ліній. У разі порушення цього правила м'яч переходить суперникам;
- Якщо м'яч вийшов за межі майданчика, то він передається на лінію того капітана, до якого ближче знаходиться (по відношенню до середньої лінії майданчика);
- Якщо гравець, ухиляючись від удару, заступив за обмежувальну лінію, він вважається "вибитим";
- При всіх порушеннях м'яч передається на лінію капітана ;
- Кількість запасних гравців визначається положенням гри;
- Кількість вироблених замін не обмежена. Замінювати гравців можна тільки на лінії капітана, у момент зупинки гри або у разі травми польового гравця;
- Кожна команда має право на дві перерви по 1 хвилині в партії;
- Гру судять старший суддя й два його помічники.

Додаткові правила для молодших школярів:
- Число зіграних партій має бути не більше трьох.
- Тривалість однієї партії — 10 хвилин;
- перерва між партіями — 5 хвилин.
- У тому випадку, коли на майданчику залишається один гравець, через кожні 2 хвилини він має хвилинну перерву для відпочинку.

## Артбол
Останнім часом (починаючи з 2004 року) у таборі зроблена спроба змінити традиційну назву гри на "Артбол". Пов'язано це було з приїздом до табору групи дітей, які пережили терористичний акт в Беслані. Заступник директора МДЦ «Артек» з педагогічної роботі припустив, що слово "снайпер" може травмувати дитячу психіку.
На думку артеківців минулих років таке перейменування є необґрунтованим з таких причин:
1. Слово "Артбол" практично будь-яка людина, знайома з англійською, сприймає як «Художній м'яч» (від англійських слів "arts" — мистецтво і "ball" — м'яч). Особливо це непорозуміння стає очевидним у світлі міжнародного характеру, закріпленого в найменуванні МДЦ «Артек» (хоча, з іншого боку, «Артбол» можна зрозуміти і як «мистецтво м'яча», що вже набагато ближче до суті гри)
2. Нині в «Снайпер» грають не тільки в Артеці, а й в інших дитячих таборах, школах, спортивних закладах. Скрізь цю гру знають за її традиційною назвою.

### Спогади артеківців про гру
|  | Я чудово пам'ятаю червень 1964, фінал загальноартеківських змагань зі "Снайперу", що проходив на Костровой площі в таборі «Морський». Я грав тоді за команду дружини табору «Лазурний». Як ми хотіли виграти! Але не менше жадали перемоги хлопці з інших команд. Ще б пак: фінальний матч судив "космонавт № 1", почесний артеківець Юрій Олексійович Гагарін. Він же мав вручити медалі найсильнішим і сфотографуватися з командою — переможцем. Я пам'ятаю, як плакали ми, програвши півфінальний матч, — адже так близька була заповітна мета… (А. К. Шедченко) |

|  | 25.9.61. Були в Артеку, виступали Гагарін і Титов, піонери показали нам дуже цікаву спортивну гру «Снайпер». Табір заново перебудувався. У недалекому майбутньому одночасно в таборі зможуть відпочивати 6000 дітей. У 1961 р. в Артеці побували діти з 38 країн… (Герой Радянського Союзу, генерал авіації Н. П. Каманін. У 1961 році — помічник Головнокомандувача ВПС по космосу) |

|  | Ми робили ранкову зарядку, граючи в «Снайпер». Це дуже спортивна артеківська гра, дуже динамічна, весь час перебуваєш у русі і зосереджений на м'ячу. Потрібно вчасно відскочити чи зловити його. Цій грі вчать з перших днів перебування в Артеку. Так і використовували ми ранкову зарядку для тренувань… (Олег Матюхін, артеківець 1980) |

## «Снайпер» за межами Артеку
Народившись в Артеці, гра «Снайпер» поступово стала відома далеко за його межами. Піонери і вожаті везли улюблену гру у свої рідні міста і села, школи, палаци піонерів і спортивні клуби. Вона не тільки сподобалася школярам, а й була гідно оцінена педагогами та спортивними тренерами. Опис гри включався в методичні рекомендації для організації спортивної роботи в дитячих установах. «Снайпер» з успіхом використовується і як заняття для організації дозвілля, і як спортивна гра, а також — як допоміжний елемент у підготовці юних спортсменів у різних дисциплінах.
На підтвердження цього можна знайти чимало прикладів. Ось деякі з них:
м. Москва, гімназія № 1516 (р-он Глянув)Ви не знаєте, що таке «Снайпер»? І ніколи в нього не грали? А ми граємо в цю захоплюючу гру і на турзліті, і в ЛТО, а тепер вирішили не розлучатися з нею і в спортзалі. Зіграйте в "Снайпер" хоча б раз, і ви полюбите цю гру так само як ми!
м. Волгоград
7 квітня в нашій школі в рамках Всеросійського дня здоров'я пройшли ігри «Снайпер». День був насичений спортивним азартом, посмішками, дитячим сміхом.
м. Суми, Дитячий соціально-педагогічний Центр «Сигнал»Цю гри придумали артеківці. У наметовому таборі ми навіть поле розмітили спеціально для "Снайпера". Грали щодня й багато разів. Іноді дуелі капітанів тривали довго, а перемога приходила несподівано. На поле для гри завжди було багато переживань і захоплення. Хороші ігри завжди живуть довго і щасливо. (Мироненко Андрій, 7 клас)
м. Екатеринбург і Свердловська область
- Понад 10 років тому гра «Снайпер» була включена в Програму Олімпійських ігор дитячих заміських оздоровчих таборів Свердловської області.
- У багатьох загальноосвітніх школах в «Снайпер» грають на уроках фізичної культури.
- Щороку в школі карате «Боєць» проводяться змагання з "Снайперу" між командами шкіл області, присвячені початку навчального року.